# Geniospasme
El geniospasme és un trastorn del moviment del múscul mentalis. Tot i ser benigne, pot suposar una exclusió social. Es tracta d'un trastorn genètic associat al cromosoma 9q13-q21 on hi ha moviments verticals de la barbeta i del llavi inferior. Aquest consisteix en un tremolor ràpid d'aproximadament 8 Hz superposat a un altre de 3 segons o major amplitud i ocurrència simètrica al múscul en forma de V. La llengua i la resta de la boca també es poden veure afectats però en un grau molt menor.
Els moviments sempre hi són però episodis extrems es poden veure precipitats per l'estrès, concentració o emocions. S'inicïa a la infantesa i en algunes persones amb problemes de socialització es pot veure amplificat.
És un cas de dominància hereditària autosòmica agressiva. En com a mínim dos estudis el desorde es trobà repetit dins de la família.
El trastorn respon molt bé a injeccions botulíniques regulars al múscul mentalis que el paralitza sense causar cap impediment sobre les expressions facials o de vocalització.